# Acacia pachyacra
Acacia pachyacra es un árbol o arbusto perteneciente al género Acacia y al subgénero Phyllodineae, que es endémico de las partes áridas del centro y oeste de Australia.

## Descripción
El árbol o arbusto esbelto y frondoso suele alcanzar una altura de 1 a 5 metros (3,3 a 16,4 pies). Se ramifica cerca o en el nivel del suelo en unos pocos tallos principales erectos o ascendentes. Tiene una copa suave y densa que produce un sonido siseante en condiciones de viento, similar al de un ciprés (Casuarina o Allocasuarina) o al del pino de Athol (Tamarix). Tiene una corteza lisa de color verde bronce o marrón rojizo que a menudo está cubierta por un fino polvo blanco que es gris y rugoso cerca de la base de los troncos. Florece de agosto a octubre y produce flores amarillas.

## Taxonomía
La especie fue descrita formalmente por los botánicos Joseph Maiden y William Blakely en 1927 como parte del trabajo Descripciones de cincuenta especies nuevas y seis variedades de acacias del oeste y norte de Australia, y notas sobre otras cuatro especies publicado en el Journal of the Royal Society of Western Australia. Fue reclasificada como Racosperma pachyacrum por Leslie Pedley en 2003 y luego devuelta al género Acacia en 2006.
El epíteto específico proviene de las palabras griegas pachys, que significa grueso, y akron, que significa punta, en referencia al engrosamiento del mucrón en el extremo de los filodios.

## Distribución
Es nativa de un área en las regiones de Pilbara y Goldfields-Esperance de Australia Occidental. Su rango se extiende desde áreas costeras del oeste de Pilbara hasta alrededor de Docker River, luego más hacia el este hasta el Territorio del Norte y hasta el extremo noroeste de Australia del Sur. En Australia Occidental, se encuentra principalmente en las cordilleras de Hamersley y Ophthalmia, donde comúnmente se encuentra en dunas o llanuras que crecen en suelos arenosos, pero también crecerá en suelos arcillosos rojos rocosos con guijarros y a lo largo de crestas de piedra de hierro estratificado a menudo en comunidades de spinifex y puede formar matorrales densos en lavados aluviales.